# Tchouïpetlovo
Tchouïpetlovo (en bulgare Чуйпетлово) est un village situé dans l'ouest de la Bulgarie.

## Géographie
Le village de Tchouïpetlovo est situé dans l'ouest de la Bulgarie, à 46 km au sud de la capitale Sofia. Il se trouve dans la vallée de la rivière Strouma, sur les pentes sud-ouest de la montagne Vitocha.
Jusqu'en 1949, le village faisait partie du district de de Samokov puis il fut inclut dans celui de Dimitrovska (aujourd'hui Pérnik).

## Histoire
Les historiens supposent que le village a été fondé vers 1640 par une population ayant fui la plaine. Son nom est associé à une légende selon laquelle le village était si bien caché que les voyageurs ne pouvaient s'orienter vers son emplacement que par le chant des coqs.
Il est possible que les bergers du village aient fondé le village de Plana dans la montagne de même nom et les villages de Liséts et Yarébkovitsa dans la montagne Vérila.
Pendant longtemps, le principal moyen de subsistance des résidents locaux était l'extraction du fer, mais après son déclin, le village a commencé à se dépeupler.
Lors du recensement de 1880, le village comptait 850 habitants, tous de langue maternelle bulgare et de confession orthodoxe. Depuis, la population a chuté de 97 %.

## Galerie

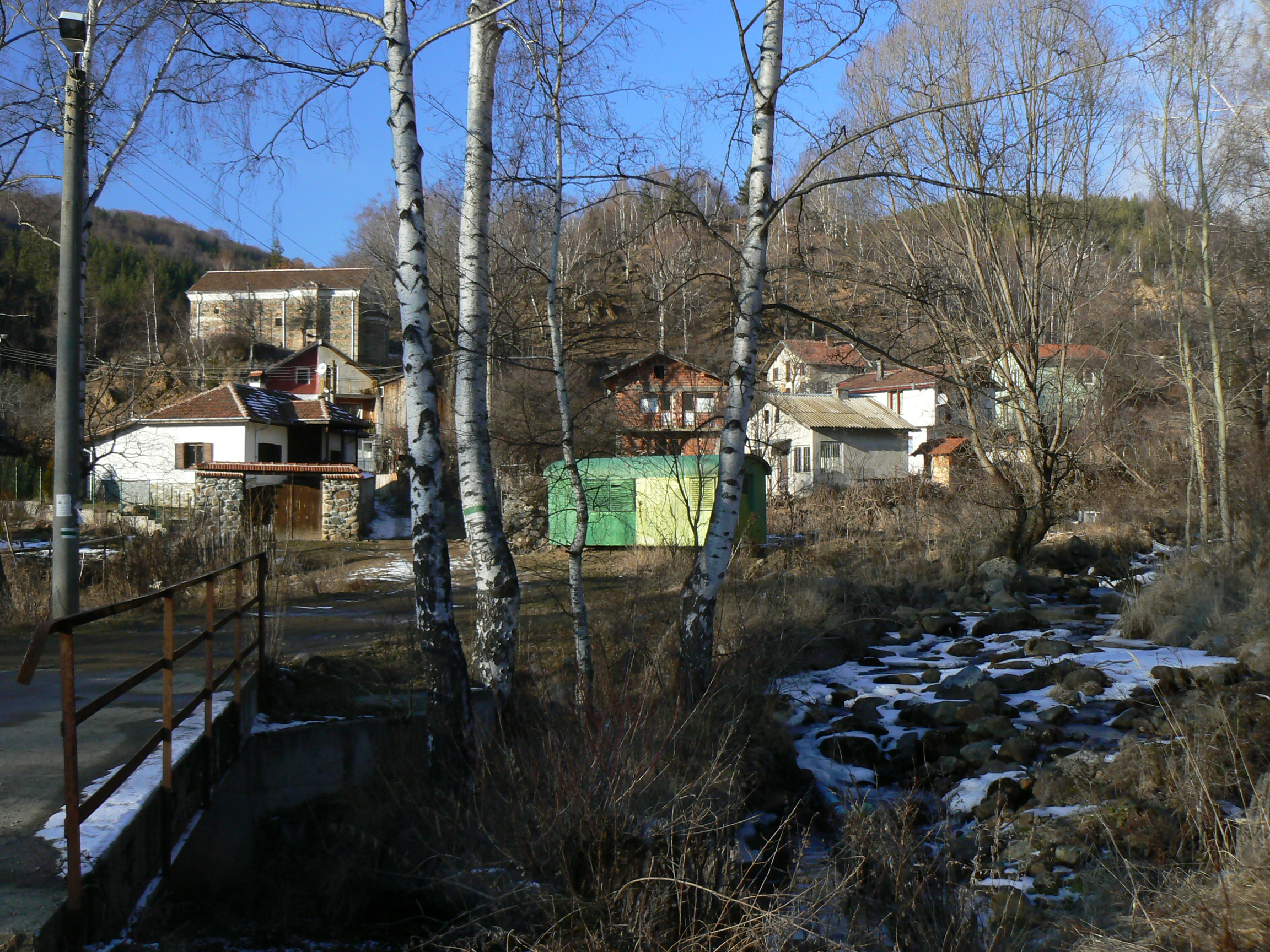
Le village et le pont sur le fleuve Strouma.